# Glinek, Škofljica
Glinek je naselje v Občini Škofljica.